# かたわもの
『かたわもの』（デンマーク語：Kroblingen、英語：The Cripple：1872年）は、デンマークの詩人・作家であるハンス・クリスチャン・アンデルセン（1805年 - 1875年）による文学童話である。1872年のクリスマスに発表されたアンデルセンの『新しい童話と物語』第三部第二集に『ヨハンネ婆さんの話』、『門のかぎ』、『歯いたおばさん』と共に収録された。この童話集の冒頭には『静寂荘（ローリヘズ）』という献呈の詩が添えられている。アンデルセンが最後に発表した童話作品の1つである。

## あらすじ
あるところに財産と幸福に恵まれた若夫婦が暮らしていた。彼らは毎日を楽しく、人に親切にしており、すべての人々が幸せになることを願っていた。この家に働いている庭師のオーレとケアスデンの夫婦は、主人の恩恵を受けて暮らしていた。2人には5人の子供がいたが、末のハンスはある時突然足萎えになり、5年の間、床についたままだった。そのため、「かたわもの」と呼ばれていた。主人の若夫婦はハンスのことを気の毒に思い、また彼の手先の器用さを賞賛し、1冊の本を与えていた。
春になり、雑草がはえると屋敷の庭ではたくさんの仕事が生じた。草を狩り、小道を切り開いても、人の流れが激しいため、すぐに荒らされてしまう。仕事の量の多さと貧富の差に悩み、どうして人間には違いがあるのだろうと愚痴を零していた両親は、アダムとエバの好奇心のようなことは自分たちはしていないと口に出していった。その時、ハンスは親に『木こりとその妻』という物語について語り、人は知らず知らずのうちに、己の好奇心に操られているのだ、ということを悟らせた。翌日以降もオーレたちは仕事のたびに不満を感じることはあったが、そのたびに木こりの物語をハンスに読んで貰った。
ある時、オーレは、人間は固まりかけた全乳のようなもので、あるものは上等のチーズになり、あるものは薄い水気のある乳汁になるように、運の良いものと悪いものとに自然に分けられてしまうのだ、と零した。するとハンスは、『苦労と不足のない男』という物語を両親に語った。誰もが不平や不満を語るその物語の最後で、シャツも持っていない豚飼いの男が自分を一番幸福な人間だと言っているといったくだりで両親は心から声をあげて笑った。
その様子を外から耳にした校長先生は事情を知り、そのことがきっかけでハンスと校長先生は仲良くなった。校長先生はハンスにさまざまな知識を与え、またお屋敷の晩餐会で一人の少年が貧しい家庭に光を与え、家族を幸福にしたいきさつを語った。若夫婦の奥様はハンスの家に銀貨を与え、さらにハンスに可愛らしい黒い小鳥を持ってきた。ハンスは小鳥をかわいがったが、オーレたちは鳥の世話は自分たちがしなければならない、猫に狙われたらおしまいだ、と不平を言った。
果たして、しばらくして一匹の猫がハンスの小鳥を狩ろうとした。ハンスは手にしていたその宝物の本を投げた。しかし、製本が緩んでいたため、効果がなかった。それからベッドカバーを振り回したが、同じだった。そして小鳥を守ろうと無我夢中になった瞬間、何か押される力に導かれ、鳥籠を置いてあった箪笥から猫を追い出し、籠を抱えたまま表へ飛び出していた。
鳥は恐怖のあまり死んでしまったが、オーレ夫妻と若夫婦はこのことをとても喜んだ。そして、自分の足で歩けるようになったハンスは新しい本が読むために製本屋になることを望み、そのため、若夫婦の支援を受けラテン語学校に入学するため、両親の元を離れることになった。
宝の本は両親の手元に残された。親たちはハンスから聞かされた最初の物語2篇を何度も読みかえしていた。ハンスからの手紙には、親切な人々の家で、幸せに暮らしており、中でも学校へ通うことが一番の楽しみで、将来は100年生きて、校長先生にもなりたいと思うようになった、と記されてあった。両親たちはその頃まで自分たちは生きているだろうか、と思いつつ、互いに手を握り締めていた。オーレは神様は貧乏人の子供のことも、かたわものの子供のことも深く考えているのだ、と感慨を新たにしていった。